# Fontainebleau
Fontainebleau je město v jihovýchodní části metropolitní oblasti Paříže ve Francii v departmentu Seine-et-Marne a regionu Île-de-France. Má 16 000 obyvatel. Od centra Paříže je vzdálené 55,5 km.
Fontainebleau je známé pro své lesy, které jsou populární víkendovou destinací Pařížanů, ale také pro zámek ve Fontainebleau, kde dříve sídlili králové a který dnes přitahuje davy turistů.
Od roku 1969 je zde část Národního archivu Francie, jsou zde ukládány materiály vzniklé většinou po roce 1958.

## Geografie
Fontainebleau sousedí s obcemi: Avon, Arbonne-la-Forêt, Barbizon, Bois-le-Roi, Bourron-Marlotte, Héricy, Montigny-sur-Loing, Moret-sur-Loing, Samoreau, Thomery, Ury, Veneux-les-Sablons a Vulaines-sur-Seine.

### Vývoj počtu obyvatel
Počet obyvatel

## Sport

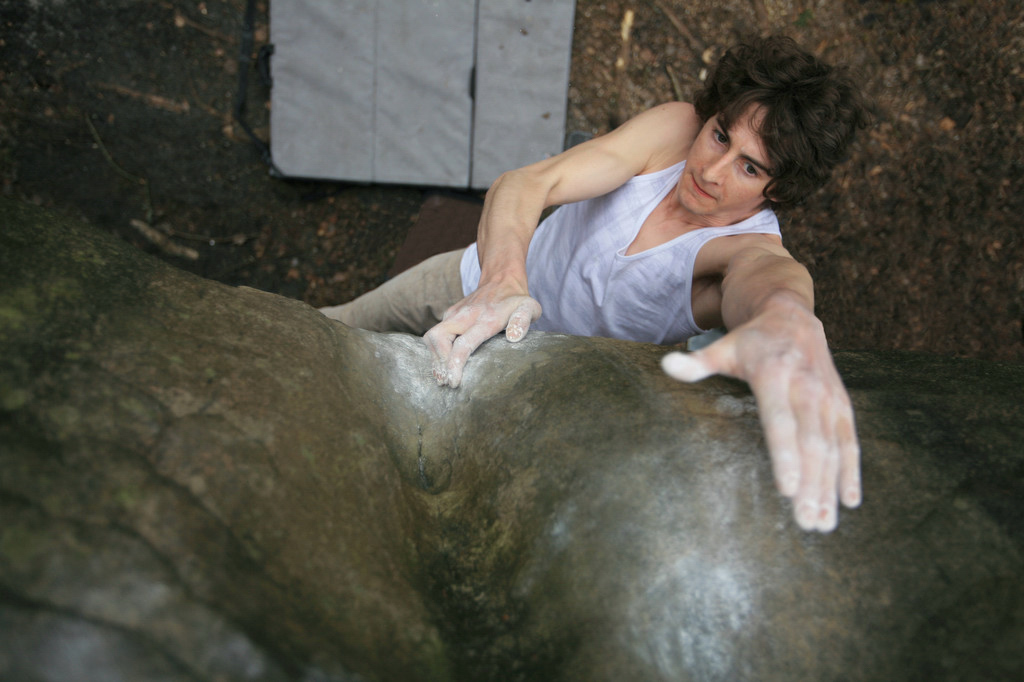
Dave Graham bouldruje ve Fontainebleau

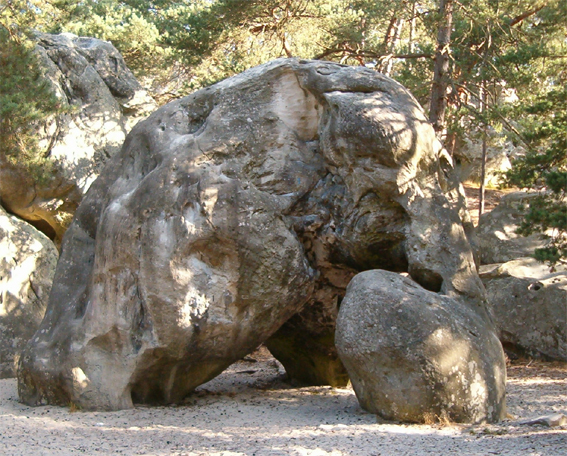
Elephant (slon) je jeden z nejznámějších boulderingových skalních bloků ve Fontainebleau

### Bouldering
V okolních lesích jsou v zemi i písku stovky pískovcových balvanů a skalek, kolem kterých rostou listnaté stromy, borovice i jedné kaštany. Po těchto kamenech se leze bez lana a jedná se o světoznámou boulderingovou destianci. Je zde několik tisíc boulderů (krátké lezecké cesty) jak samostatných, tak i propojených do stezek (místní specifikum). Bouldery jsou označené malinkými šipkami v různých barvách dle obtížností (žlutá, oranžová, modrá, červená, černá). V případě stezek je několik desítek jednotlivých boulderů vzestupně očíslovaných a bouldristé je mohou postupně přelézat na co nejméně pokusů. Jako dopadiště slouží písek, bouldermatka (speciální matrace) a kamarádi jako chytači. Této kratochvíli se kromě cizinců věnuje i mnoho francouzů včetně důchodců. Na bouldering v okolí Fontainebleau vyšlo také několik knižních průvodců. V roce 2008 se zde konalo také Mistrovství Francie v boulderingu.

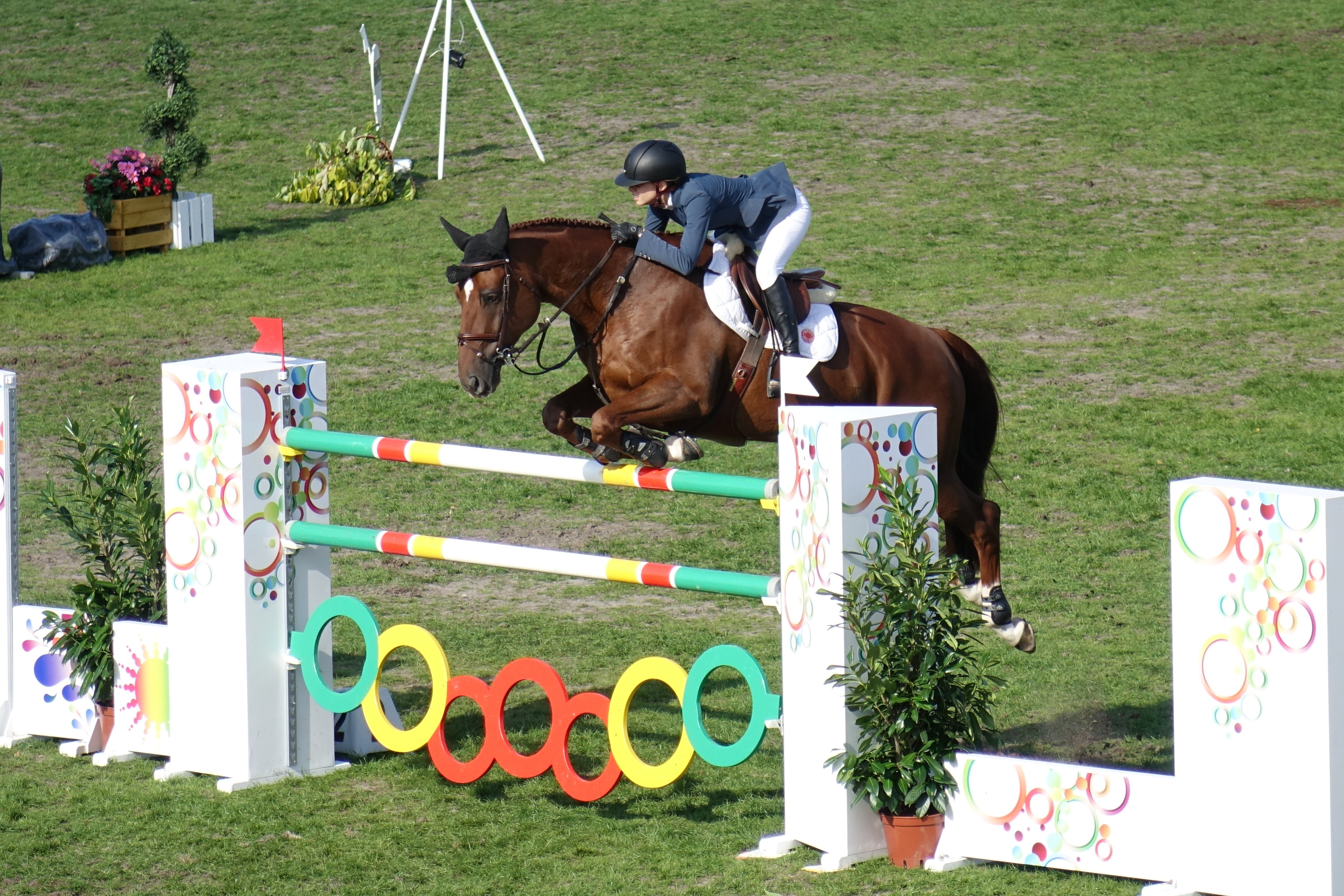
Master pro CSO 2015 - Alexandra Paillot

### Koně
Konalo se zde několik významných závodů ve skocích přes překážky (2009, 2010, 2015).

## Osobnosti
- Filip IV. Francouzský (1268–1314), francouzský král
- Filip VI. Francouzský (1293–1350), francouzský král
- Jana Burgundská (1294–1348), francouzská královna, manželka Filipa VI.
- František II. Francouzský (1544–1560), francouzský král
- Jindřich III. Francouzský (1551–1589), francouzský král
- Alžběta z Valois (1545–1568), dcera Jindřicha II. a Kateřiny Medicejské, španělská královna, manželka Filipa II.
- Ludvík XIII. (1601–1643), francouzský král
- Izabela Bourbonská (1602–1644), dcera Jindřicha IV. a Marie Medicejské, španělská královna, manželka Filipa IV.
- Gaston Orleánský (1608–1660), vévoda z Orléans, syn Jindřicha IV. a Marie Medicejskej
- Ludvík II. Bourbon-Condé (1621–1686), princ z Condé, vojevůdce
- Louise de La Vallière (1644–1710), metresa Ludvíka XIV.
- Ludvík Francouzský (1661–1711), syn Ludvíka XIV. a Marie Terezy Habsburské
- Jean Maria Nicolaus Bellot (1797–1880), podnikatel
- Helena Petrovna Blavatská (1831–1891), americká spisovatelka německo-ruského původu a zakladatelka Teozofické společnosti
- Sophus Lie (1842–1899), norský matematik
- Georgij Ivanovič Gurdžijev (1866–1949), řecko-arménský mystik, spisovatel a hudební skladatel
- Patricia Highsmithová (1921–1995), americká spisovatelka
- Louis Malle (1932–1995), francouzský režisér
- Nathalie Becquart (* 1969), francouzská teoložka a filozofka

## Partnerská města
- Kostnice, Německo
- Nanking, Čína
- Richmond, Spojené království
- Siem Reap, Kambodža